# Linh dương Suni
Linh dương Suni (Neotragus moschatus) là một loài động vật có vú trong họ Bovidae, bộ Artiodactyla. Loài này được Von Dueben mô tả năm 1846. Suni hiện diện ở phía đông nam châu Phi trong bụi rậm dày đặc.
Suni cao khoảng 30–43 cm ở vai và nặng 4,5-5,4 kg. Chúng thường có màu nâu đỏ, sẫm màu hơn trên lưng của hơn so với bên và chân của. Bụng, cằm, cổ họng và bên trong của chân có màu trắng. Các lỗ mũi là nổi bật màu đỏ, và có vòng đen quanh mắt và trên móng. Con đực có sừng dài 8–13 cm, được tạo chóp hầu hết chiều dài và cong ra phía gần đầu. Con cái không có sừng. 
Loài ăn lá cây và nấm, trái cây và hoa, và hầu như không cần nước tự do. Chúng nhút nhát, hoạt động tích cực nhất vào ban đêm và ngủ vào ban ngày trong một khu vực có mái che bóng mát. Chúng là loài có tính xã hội, nhưng con đực bảo vệ một lãnh thổ khoảng 3 ha. Chúng dấu ranh giới bằng cách tiết ra chất tiết ra từ các tuyến trước ổ mắt. Có thể có một đống phân cá thể hay nhóm ở vùng ngoại biên của vùng lãnh thổ này. Một con đực thường có một bạn tình, nhưng con cái khác có thể chia sẻ lãnh thổ của nó. Mỗi lần con cái sinh một con non nặng khoảng 2 pound, sau một thời kỳ mang thai 183 ngày.
Sư tử, chim săn mồi, rắn, và những động vật ăn thịt khác săn Suni. Để bảo vệ, chúng được ngụy trang tốt trong cỏ khô và giữ im. Khi một con vật ăn thịt cũng gần như trên đầu trang của chùn, chúng vươn ra và đi vào bụi rậm.

## Hình ảnh

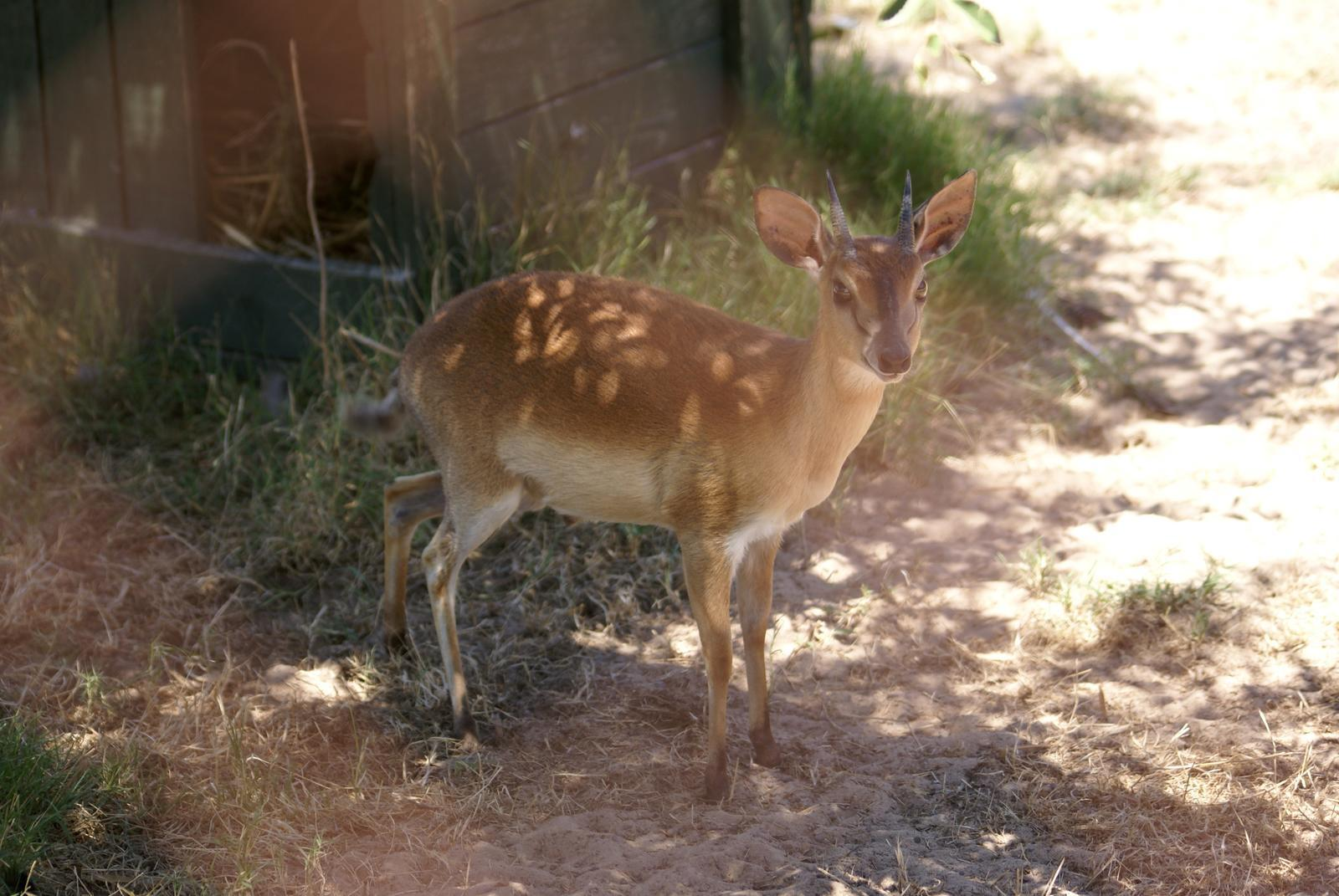
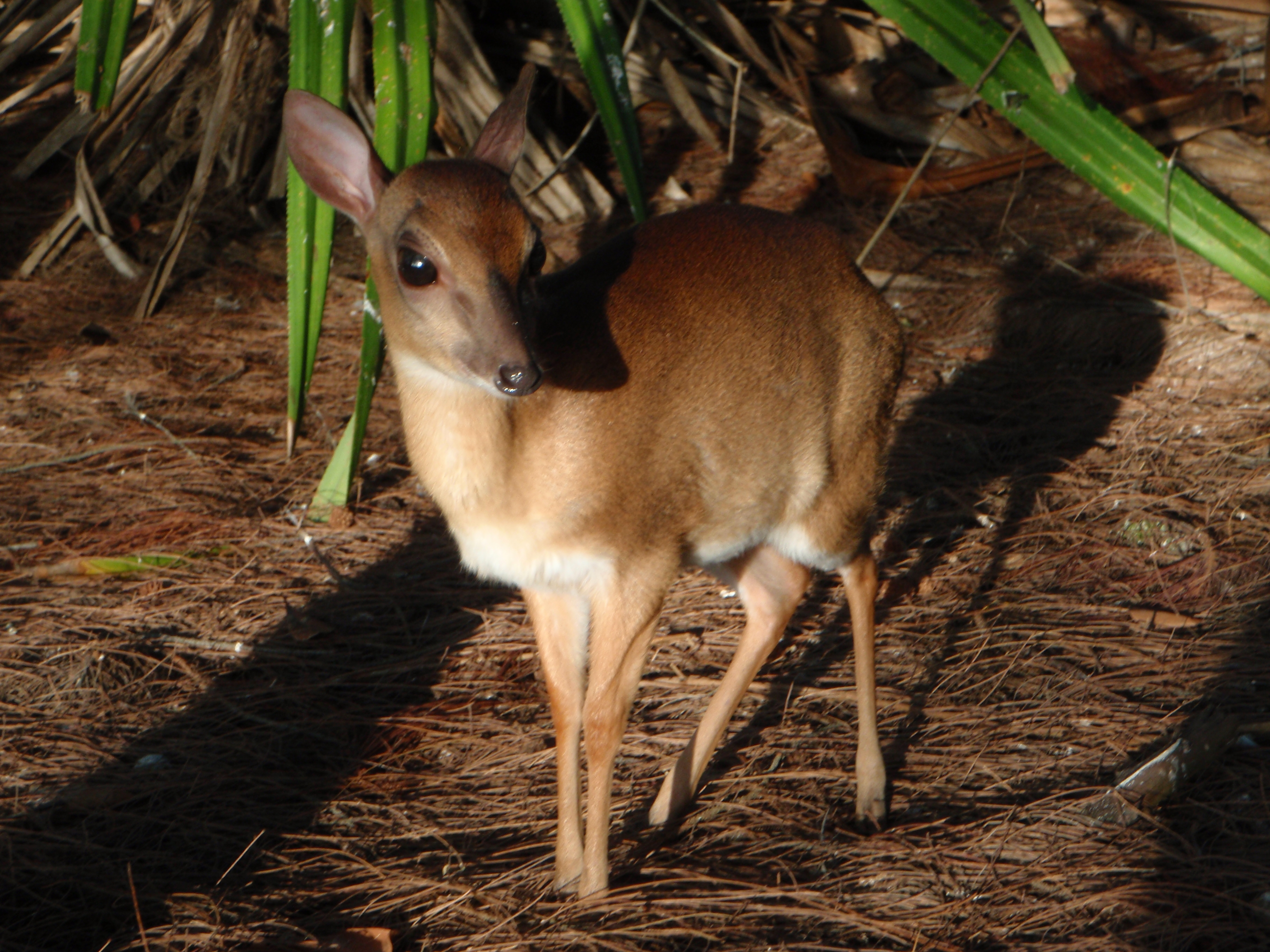
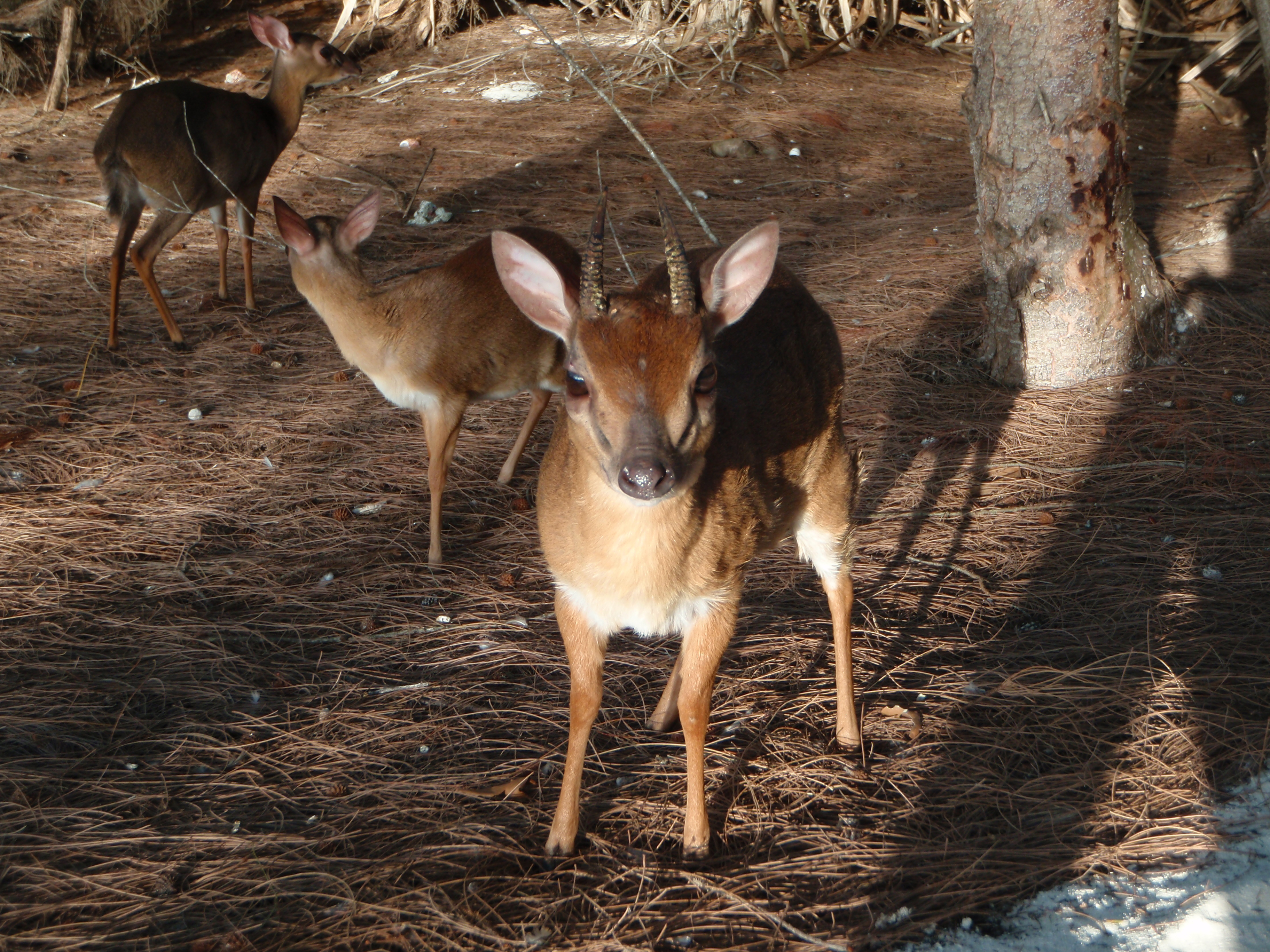